# Peter Solan
Peter Solan (25. dubna 1929 Banská Bystrica – 21. září 2013 Bratislava) byl slovenský režisér a scenárista.

## Studium a začátky
Peter Solan po gymnáziu v Banské Bystrici vystudoval filmovou režii na FAMU v Praze, kde patřil mezi první absolventy. Zde natočil svůj první studentský krátkometrážní film pro děti
- Vianočný dar (1953)

Po škole začínal ve studiu dokumentárních filmů, jako čerstvý absolvent natočil dva dokumenty:
- Franko Král (1954)
- Trať volná (1955)

V roce 1956 přešel do studia hraných filmů.

### Čert nespí
Solanovým hraným debutem byl satirický povídkový film Čert nespí (1956) scenáristů Maxmiliána Nitry, Josefa A. Talla a Františka Žáčka, podle povídek Imricha Karvaše. Spolu se Solanou se na filmu režijně podílel František Žáček. Tři povídky „rámuje ironicky podaný průběh zasedání fiktivní komise, která nakonec předložený film zamítne s odůvodněním, že je málo kritický.“

### Muž ktorý sa nevrátil
Prvním samostatným celovečerním hraným filmem Petra Solana a zároveň první slovenskou detektivkou je film Muž ktorý sa nevrátil (1959), příběh vyšetřování zloděje důležitých dokumentů, o které by mohli mít zájem za železnou oponou podle scánáře Jozefa A. Talla.

## 60. léta

### Boxer a smrť
Solanovým nejlepším a nejznámějším filmem je Boxer a smrť (1962). Film zobrazuje praktiky, způsob života a chování lidí právě na místě smrti. Jedná se o první slovenské psychologické drama, odehrávající se v prostředí koncentračního tábora. Celá situace, která nastává tím, že velitel Kraft si vybere jako tréninkového partnera vězně a navíc takového, který chtěl utéct, dostává absurdní nádech. Komínek (Štefan Kvietik) bojuje s Kraftem o to nejcennější a poslední, co mu zbylo – holý život. Předlohou Solanovi byla povídka polského spisovatele Josefa Hena, na scénáři spolupracoval i Tibor Vichty. Film získal zvláštní cenu Carla Foremana na 7. MFF v San Francisku. Na filmovém festivalu v Ústí nad Labem dostal Čestné uznání za moderní filmovou řeč a styl (1963).

### Prípad Barnabáš Kos
Na filmu Prípad Barnabáš Kos Solan spolupracoval s Peterem Karvašem, autorem povídek k Solanovu debutu Čert nespí. Satirický příběh vypráví o netalentovanom členovi orchestru (Josef Kemr), hrajícím na triangl, který to svou ctižádostí nakonec dotáhne až na ředitele celého orchestru. „Je třeba dodat, že tento film se taky neobešel bez potíží. Ředitelství Slovenské filharmonie se snažilo tento film přímo bojkotovat tím, že zakázalo členům hudebního souboru v něm účinkovat nebo se podílet na tvorbě tohoto filmu. Vedení zřejmě nepochopilo záměr režiséra. Přesto film natočil, i když věděl, že jsou se satirou u filmu problémy.“

### Kým sa skončí táto noc
V roce 1965 Solan natočil film Kým sa skončí táto noc, příběh, odehrávající se v nočním baru tatranského hotelu během jedné noci. Scénář Tibora Vichty, navazující na jeho původní povídku Než skončí tento den, byl v podstatě pouze děj bez konkrétních dialogů. Situace byly jen načrtnuté a odimprovizované měly být samotnými herci. Solan do hlavních rolí obsadil čerstvé absolventy VŠMU Dančiaka a Labudu, mladé, neokoukané české herečky Gýrovou a Zelenohorskou, kterým sekundoval herci jako Pántik, Polónyi nebo Durdík.

### Dialóg 20-40-60
Film Dialóg 20-40-60 je dalším povídkovým filmem, podobně jako Solanův hraný debut Čert nespí. Solan se podílel na prostřední povídce, polský režisér Jerzy Skolimowski na první a český tvůrce Zbyněk Brynych na poslední. Experimentální film trojice režisérů, ve kterém se v každé povídce opakují dialogy, mění se jen postavy muže a ženy – a ty stárnou (20-40-60). Film je vlastně jistou analýzou lásky a manželství u těch, kteří do života vstupují, kteří jsou na jeho vrcholu, i těch, kteří už se se svým životem pomalu blíží ke konci.

## 70. léta

### Pán si neželal nič
Povídka z Karvašovy sbírky povídek. Jde o krátký absurdní a ironický příběh o sluhovi, kteří se snaží zachránit jednoho hosta před sebevraždou. Film se hned po dokončení dostal do trezoru.
Následně byl Solan z politických důvodů přeřazen do Studia krátkých filmů, kde se věnoval tvorbě dokumentů jako
- Nemecká
- Rozhovor o jednom centimetri nádeje
- Len lístok poľnej pošty
- Architekt Dušan Kuzma
- Balkón plný plienok

K hranému filmu se vrátil až na konci sedmdesátých let filmem A pobežím až na kraj sveta (1979).

### A pobežím až na kraj sveta
Film je pohledem dvanáctiletého děvčátka s tělesnou vadou. Narušuje zažité postupy tvorby pro děti ve více aspektech jako například stavba samotného příběhu, vizuální a výtvarná stránka filmu, využitím vztahů mezi jednotlivými generacemi či samotnou režijní prací s dětskými představiteli.

## 80. léta
Po filmu A pobežím až na kraj sveta natočil Solan už pouze dva hrané filmy
- Tušenie (1982)

a povídkový film
- O sláve a tráve (1985)

## 90. léta
V letech 1990–1994 a 1998–2001 byl předsedou filmové komise pro kinematografii a video, státního fondu kultury Pro Slovakia, který schvaluje finance pro nové filmové projekty.

## Filmografie
ČSFD
- 1984 – O sláve a tráve
- 1982 – Tušenie
- 1980 – Záhrada plná plienok (TV film)
- 1979 – A pobežím až na kraj sveta
- 1979 – Majka tárajka (TV film)
- 1978 – Architekt Dušan Kuzma
- 1978 – Balkón plný plienok
- 1976 – Všetko má svoj čas
- 1971 – Den výročia (TV film)
- 1971 – Slávny pes (TV film)
- 1970 – Pán si neželal nič
- 1968 – A sekať dobrotu...
- 1968 – Burza
- 1968 – Dialóg 20-40-60
- 1968 – Špinavé ruky (TV film)
- 1967 – Sedem svedkov (TV film)
- 1965 – Kým sa skončí táto noc
- 1964 – Prípad Barnabáš Kos
- 1963 – Tvár v okne
- 1962 – Boxer a smrť
- 1959 – Muž, ktorý sa nevrátil
- 1956 – Čert nespí
- 1956 – Muž, ktorý klope
- 1953 – Vianočný dar (studentský film)